# Dingana pugil
Dingana pugil är en fjärilsart som beskrevs av Otto Thieme 1906. Dingana pugil ingår i släktet Dingana och familjen praktfjärilar. Inga underarter finns listade i Catalogue of Life.